# Chomutowski rajon
Der Rajon Chomutowka oder Chomutowski Rajon ist eine Verwaltungseinheit in der russischen Oblast Kursk.
Der Verwaltungssitz des Rajons ist Chomutowka.

## Geografie
Der Rajon grenzt an die Rajons Dmitrijew, Konyschowka, Lgow und Rylsk sowie an den ukrainischen Rajon Schostka in der Oblast Sumy und den Rajon Sewsk in der Oblast Brjansk.

### Flüsse
Das Rajongebiet wird von den Flüssen (im Einzugsgebiet der Desna) Swapa, Suchaja Amonka, Sew, Kiselewka, Nemeda und Klewen durchflossen.

### Klima
In diesem Rajon ist das Klima kalt und gemäßigt. Es gibt während des Jahres eine erhebliche Menge an Niederschläge. Dfb lautet die Klassifikation des Klimas nach Köppen und Geiger.

## Geschichte
Der Rajon Chomutowka wurde am 30. Juli 1928 als Okrug Lgow gebildet. Im Jahr 1934 wurde er Teil der neu gebildeten Oblast Kursk.

## Kommunale Selbstverwaltung
Auf dem Territorium des Rajons Chomutowka bestehen 1 Stadt- und 8 Landgemeinden (Dorfsowjets).

### Stadtgemeinden
| Name                                 | Verwaltungssitz | Anzahl der Orte | Einwohner (2010) | Fläche [km²] |
| ------------------------------------ | --------------- | --------------- | ---------------- | ------------ |
| Siedlung städtischen Typs Chomutowka | Chomutowka      | 2               | 3587             | 9,92         |

### Landgemeinden (Dorfsowjets)
| Name           | Verwaltungssitz | Anzahl der Orte | Einwohner (2010) | Fläche [km²] |
| -------------- | --------------- | --------------- | ---------------- | ------------ |
| Glamasdinski   | Glamasdino      | 18              | 0653             | 151,46       |
| Dubowizki      | Dubowiza        | 06              | 0329             | 046,87       |
| Kalinowski     | Kalinowka       | 18              | 1794             | 239,75       |
| Olchowski      | Olchowka        | 25              | 0742             | 183,13       |
| Petrowski      | Pody            | 16              | 0529             | 192,67       |
| Romanowski     | Romanowo        | 18              | 0499             | 131,92       |
| Salnowski      | Salnoje         | 14              | 0629             | 085,28       |
| Skoworodnewski | Skoworodnewo    | 22              | 0355             | 153,91       |

## Einwohnerentwicklung
| Jahr | Einwohner |
| ---- | --------- |
| 2002 | 16.432    |
| 2004 | 15.900    |
| 2007 | 13.974    |
| 2009 | 13.590    |
| 2010 | 11.429    |
| 2011 | 11.314    |
| 2012 | 10.910    |
| 2013 | 10.508    |
| 2014 | 10.077    |
| 2015 | 09.632    |
| 2016 | 09.353    |
| 2017 | 09.117    |
| 2018 | 08.914    |